# Merelinense FC
El Merelinense FC es un equipo de fútbol de Portugal que juega en la Liga Regional de Braga, la quinta división de fútbol en el país.

## Historia
Fue fundado en el año 1938 en la ciudad de São Pedro de Merelim en Braga y ha participado en algunas ocasiones en la Liga de Honra (segunda división), aunque siempre estuvo en las últimas posiciones de la liga.
También ha participado en varias ocasiones en la Copa de Portugal, en donde en la temporada 2011/11 avanzó hasta los cuartos de final, en donde fue eliminado por el Vitória de Guimarães tras haber eliminado en la fase previa al Varzim SC.

## Palmarés
- Copa de la AF Braga: 2

1977-78, 2013-14
- Campeonato de la AF Braga: 5

1977-78, 1981-82, 1990-91, 1997-98, 2003-04, 2015-16